# Borja Mayoral
Borja Mayoral Moya (* 5. dubna 1997) je španělský fotbalista, který hraje jako útočník za Getafe je bývalým mládežnickým reprezentantem Španělska.
Svou kariéru začal v Realu Madrid, v roce 2014 začal hrát za rezervní tým. V roce 2015 debutoval za A-tým. Z Realu byl na hostování ve Wolfsburgu, Levante, Římě  a Getafe, do kterého nakonec přestoupil. 
Mayoral reprezentoval Španělsko v kategoriích do 17, 19 a 21 let. Za reprezentaci U21 odehrál 31 zápasů a vstřelil 16 gólů. 